# Der Mann in Mammis Bett
Der Mann in Mammis Bett (Originaltitel: With Six You Get Eggroll) ist eine US-amerikanische Filmkomödie aus dem Jahr 1968 mit Doris Day in ihrer letzten Leinwandrolle.

## Handlung
Abby McClure ist Witwe und Mutter von drei Söhnen. Als sie eines Tages den Witwer Jake Iverson zu einer Party einlädt, versuchen Abbys Verwandte Maxine und Harry Scott, Abby mit Jake zu verkuppeln. Als es Jake zu viel wird, verlässt er die Feier. Kurz darauf trifft er Abby in einem Laden wieder, wo sich diese für das Verhalten der Scotts entschuldigt. Beide kommen überein, sich noch einmal zu treffen. Schon bald läuten die Hochzeitsglocken, doch das Zusammenleben stellt sich schwieriger heraus, als erwartet. Abbys Söhne vertragen sich nicht mit Jakes besitzergreifender Tochter Stacey. Selbst Abbys und Jakes Hunde mögen sich nicht.
Um den Streitigkeiten der Kinder aus dem Weg zu gehen und endlich ein wenig Ruhe zu finden, schaffen sich Abby und Jake einen Wohnwagen an, den sie als Schlafzimmer benutzen. Eines Abends geraten jedoch auch Abby und Jake in Streit, worauf Abby mit dem Wohnwagen davonfährt und später auf eine Gruppe Hippies trifft. Als sie gemeinsam mit den jungen Leuten zurück zu Jake fahren will, kollidiert sie mit einem Lastwagen voller Hühner.
Als Abby und die Hippies festgenommen werden und Jake von dem Unfall erfährt, macht sich Jake mit den Kindern und Hunden sofort auf den Weg, um Abby zu helfen. Unterwegs stoßen sie mit demselben Lastwagen zusammen, in den Abby zuvor hineingefahren war. Als der wütende Fahrer Jake droht, verbünden sich die Kinder und Hunde zu seiner Verteidigung. Auf der Polizeiwache fallen sich Abby und Jake in die Arme, und auch ihre Kinder sind nun glücklich mit ihnen vereint.

## Hintergrund
Die junge Barbara Hershey feierte mit dem Film ihr Leinwanddebüt, während es für Hauptdarstellerin Doris Day der letzte Kinoauftritt war. Einen Monat nach der Veröffentlichung des Films startete Days eigene Fernsehsendung The Doris Day Show.
Am 7. August 1968 wurde der Film in den Vereinigten Staaten uraufgeführt. In Deutschland kam Der Mann in Mammis Bett am 7. März 1969 in die Kinos. Am 2. November 1986 wurde die Komödie erstmals im deutschen Fernsehen ausgestrahlt. Im November 2015 erfolgte eine Veröffentlichung auf DVD.

## Kritiken
Für das Lexikon des internationalen Films war Der Mann in Mammis Bett ein „[t]ypisch amerikanischer Familienfilm, solide gefertigt und als unverbindliche Unterhaltung angelegt“. Das schlichte Fazit der Filmzeitschrift Cinema lautete: „Harmloses Heile-Welt-Filmchen.“ Der Evangelische Filmbeobachter empfand es als „zähes Geplänkel, bis Witwe und Witwer zueinander gefunden und mit den jeweiligen Kindern unter einem Dach vereint sind“. Der Film sei „[m]eist einfalls- und witzlos inszeniert“ und daher „[e]igentlich überflüssig“.
Roger Ebert von der Chicago Sun-Times meinte, dass der Film „eine ausreichend freundliche Komödie“ sei, die „einige gute, aber auch einige langweilige Momente“ habe und „mehr oder weniger“ eine Routinearbeit sei. Das Ergebnis sei „nicht großartig“, wenn man Doris Day jedoch gern „in sympathischen Familienkomödien mit vielen Kindern und Hunden“ sehe, „könnte man es schlechter treffen“.

## Auszeichnungen
Bei der Verleihung der Laurel Awards war Doris Day 1970 für ihre Rolle als beste Hauptdarstellerin in einer Komödie nominiert und landete auf dem dritten Platz.

## Deutsche Fassung
Die deutsche Synchronfassung entstand 1969 bei der Ultra Film Synchron in Berlin.
| Rolle         | Darsteller          | Synchronsprecher |
| ------------- | ------------------- | ---------------- |
| Abby McClure  | Doris Day           | Ilse Kiewiet     |
| Jake Iverson  | Brian Keith         | Arnold Marquis   |
| Maxine Scott  | Pat Carroll         | Tilly Lauenstein |
| Herbie Fleck  | George Carlin       | Peter Schiff     |
| Cleo Ruskin   | Elaine Devry        | Beate Hasenau    |
| Jo Jo         | Jamie Farr          | Gerd Martienzen  |
| Zip           | William Christopher | Randolf Kronberg |
| Mitch McClure | Jimmy Bracken       | Stefan Sczodrok  |
| LKW-Fahrer    | Vic Tayback         | Konrad Wagner    |